# Placówka Straży Celnej „Marklowice”
Placówka Straży Celnej „Marklowice” – jednostka organizacyjna Straży Celnej pełniąca w okresie międzywojennym służbę ochronną na granicy polsko-czechosłowackiej.

## Formowanie i zmiany organizacyjne
Na wniosek Ministerstwa Skarbu, uchwałą z 10 marca 1920 roku, powołano do życia Straż Celną. Od połowy 1921 roku jednostki Straży Celnej rozpoczęły przejmowanie odcinków granicy od pododdziałów Batalionów Celnych. W 1921 roku w Cieszynie stacjonował sztab 3 kompanii 7 batalionu celnego. Kompania wystawiała również placówkę w Marklowicach. Proces tworzenia Straży Celnej trwał do końca 1922 roku. Placówka Straży Celnej „Marklowice” weszła w podporządkowanie komisariatu Straży Celnej „Zebrzydowice” z Inspektoratu SC „Cieszyn”.
W drugiej połowie 1927 roku przystąpiono do gruntownej reorganizacji Straży Celnej. W praktyce skutkowało to rozwiązaniem tej formacji granicznej. Ochronę północnej, zachodniej i południowej granicy państwa przejęła powołana z dniem 2 kwietnia 1928 roku Straż Graniczna.
Rozkazem nr 4 z 30 kwietnia 1928 roku w sprawie organizacji Śląskiego Inspektoratu Okręgowego dowódca Straży Granicznej gen. bryg. Stefan Pasławski powołał komisariatu SG „Zebrzydowice”, a rozkazem nr 10 z 5 listopada 1929 roku w sprawie reorganizacji Śląskiego Inspektoratu Okręgowego komendant Straży Granicznej płk Jan Jur-Gorzechowski ustanowił placówkę Straży Granicznej I linii „Marklowice”.

## Funkcjonariusze placówki
Kierownicy placówki
| stopień          | imię i nazwisko, numer    | okres pełnienia służby | kolejne stanowisko |
| ---------------- | ------------------------- | ---------------------- | ------------------ |
| starszy strażnik | Stanisław Majchrzak (665) | był w 1926             |                    |

Obsada personalna placówki w 1926:
- starszy strażnik Stanisław Majchrzak (665)
- strażnik Jan Góral (298)
- strażnik Władysław Korecki (496)
- strażnik Julian Mazurek (627)
- strażnik Paweł Niedoba (1277)
- strażnik Władysław Trojanowski (1033)
- strażnik Wojciech Sowa (972)
- strażnik Jan Wiśniewski (1072)
- strażnik Aureliusz Garlicki (240)
- strażnik Stanisław Rogoziński (854)
- strażnik Michał Bamburowicz (92)